# Erfo di Münster
Erfo (in tedesco Erpho; XI secolo – Münster, 9 novembre 1097) è stato un vescovo cattolico tedesco. È venerato come santo dalla Chiesa cattolica.

## Biografia
Erfo fu vescovo di Münster dal 1085 fino alla sua morte nel 1097.
Prima della sua consacrazione a vescovo di Münster nel 1085, Erfo fu prevosto della cattedrale di San Paolo, di cui consacrò il nuovo edificio nel 1090. Oltre a questa chiesa, sono riconducibili alla sua opera diversi edifici ecclesiastici di Münster. Fece varie donazioni a chiese e fondazioni locali, tra le quali la "Croce di Erfo" che ne porta il nome.
Durante la lotta per le investiture Erfo si schierò dalla parte dell'imperatore Enrico IV. Anche dopo la sconfitta contro papa Gregorio VII e l'umiliazione di Canossa rimase fedele ad Enrico IV. Pochi anni dopo intraprese un pellegrinaggio in Terra santa nel 1091/1092.

## Culto
A Münster è venerato come santo. Il giorno della suo memoria è il 9 novembre. A lui sono intitolati una delle chiese di Münster (la Erphokirche) e il quartiere Erpho. È sepolto a Münster, nella chiesa di San Maurizio, di cui probabilmente completò e consacrò la costruzione.